# 전투지원부대 (미국)

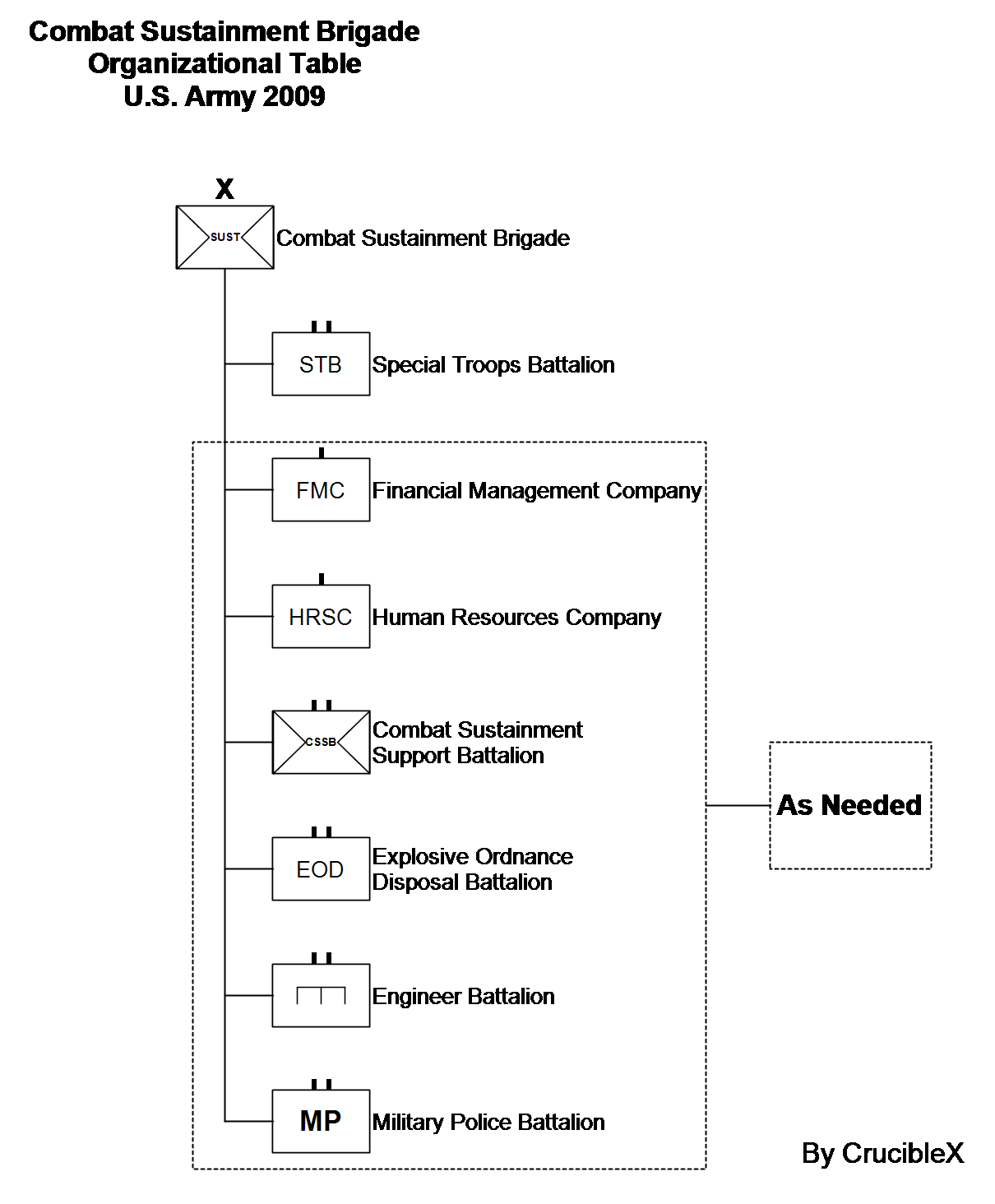
2009년에 재정된 전투지원여단의 조직 테이블

전투지원부대 혹은 전투유지부대(영어: Combat Sustainment Unit)는 미국 육군의 개편으로 야전군, 군단, 사단의 지원사령부(FASCOM)(COSCOM)(DISCOM)와 군단 지원단, 지역 지원단을 모듈형 부대로 개편한 전투근무지원(CSS) 부대이다.
가장 커다란 전투지원부대는 전구지원사령부로, 전구 지역에서의 지원을 담당하며, 각각의 전투 지역에 파견할 수 있는 전투지원여단이 배속된 원정지원사령부의 상위 부대이다. 한개의 지원여단에는 특수병력대대(STB)가 반드시 편성되며, 그 외 재무중대, 인사중대, 전투유지지원대대(CSSB), 병기(EOD)대대, 공병대대, 헌병대대는 임무나 상황에 맞게 배속된다.
2015년에 사단을 지원하던 지원여단이 배속부대에서 사단 예속부대로 전환되었다. 명칭이 바뀌고 모듈화부대로 전환되면서 끊겼던 사단 지원사령부의 명맥이 다시 이어지지만, 여전히 이전의 이름으로 구별하기도 한다.

## 지원여단

### 사단부대
| SSI | 이름          | Duty | 본부 위치                    | 사단          | Ref                  |
| --- | ------------- | ---- | ---------------------------- | ------------- | -------------------- |
|     | 제1지원여단   | 현역 | 캔자스주 포트 라일리         | 제1보병사단   | 2015년 4월 23일 전환 |
|     | 제3지원여단   | 현역 | 조지아주 포트 스튜어트       | 제3보병사단   |                      |
|     | 제4지원여단   | 현역 | 텍사스주 포트 카바조스       | 제1기병사단   |                      |
|     | 제10지원여단  | 현역 | 뉴욕주 포트 드럼             | 제10산악사단  |                      |
|     | 제15지원여단  | 현역 | 텍사스주 포트 블리스         | 제1기갑사단   | [ 2 ]                |
|     | 제36지원여단  | 방위 | 텍사스주 템플                | 제36보병사단  | [ 3 ]                |
|     | 제38지원여단  | 방위 | 인디애나주 코코모            | 제38보병사단  |                      |
|     | 제43지원여단  | 현역 | 콜로라도주 포트 카슨         | 제4보병사단   |                      |
|     | 제45지원여단  | 현역 | 하와이주 스코필드 막사       | 제25보병사단  |                      |
|     | 제82지원여단  | 현역 | 노스캐롤라이나주 포트 리버티 | 제82공수사단  | 2015년 5월 21일      |
|     | 제101지원여단 | 현역 | 캔터키주 포트 캠벨           | 제101공수사단 |                      |
|     | 제108지원여단 | 방위 | 일리노이주 시카고            | 제34보병사단  |                      |
|     | 제113지원여단 | 방위 | 노스캐롤라이나주 그린즈버러  | 제29보병사단  | [ 5 ]                |
|     | 제224지원여단 | 방위 | 캘리포니아주 롱비치          | 제40보병사단  |                      |
|     | 제287지원여단 | 방위 | 캔자스주 위치토              | 제35보병사단  |                      |
|     | 제369지원여단 | 방위 | 뉴욕주 뉴욕시                | 제42보병사단  | [ 6 ]                |
|     | 제371지원여단 | 방위 | 오하이오주 캐터링            | 제28보병사단  | [ 7 ]                |
|     | 제501지원여단 | 현역 | 대한민국 캠프 캐럴           | 제2보병사단   | 2015년 7월 7일       |

### 독립부대
| SSI | 이름          | Duty | 본부 위치                    | 소속                   | Ref                                 |
| --- | ------------- | ---- | ---------------------------- | ---------------------- | ----------------------------------- |
|     | 제16지원여단  | 현역 | 독일 밤베르크                | 제21전구지원사령부     | [ 9 ]                               |
|     | 제17지원여단  |      | 네바다주 라스베이거스        |                        |                                     |
|     | 제55지원여단  | 예비 | 버지니아주 포트 벨보어       | 제310원정지원사령부    |                                     |
|     | 제77지원여단  | 예비 | 뉴저지주 포트 딕스           | 제316원정지원사령부    | [ 10 ]                              |
|     | 제89지원여단  | 예비 | 캔자스주 위치토              | 제451원정지원사령부    |                                     |
|     | 제90지원여단  | 예비 | 캔자스주 노스리틀록          | 제4원정지원사령부      |                                     |
|     | 제96지원여단  | 예비 | 유타주 솔트레이크시티        | 제364원정지원사령부    |                                     |
|     | 제230지원여단 | 방위 | 테네시주 채터누가            | 테네시 육군 국가방위대 |                                     |
|     | 제300지원여단 | 예비 | 텍사스주 그랜드프레리        | 제4원정지원사령부      |                                     |
|     | 제304지원여단 | 예비 | 캘리포니아주 마치 공군 기지  | 제311원정지원사령부    |                                     |
|     | 제321지원여단 | 예비 | 루이지애나주 바톤 런지       | 제원정지원사령부       |                                     |
|     | 제287지원여단 | 방위 | 캔자스주 위치타              | 없음                   | 2005년 9월 ~ 2016년 4월 30일, 해산. |
|     | 제518지원여단 | 예비 | 노스캐롤라이나주 나이트데일  | 제143원정지원사령부    |                                     |
|     | 제528지원여단 | 현역 | 노스캐롤라이나주 포트 리버티 | 제1특전사령부          | [ 12 ]                              |

## 지원사령부

### 원정지원사령부
| SSI | 이름                | Duty | 본부 위치                     | 소속                     | Ref      |
| --- | ------------------- | ---- | ----------------------------- | ------------------------ | -------- |
|     | 제3원정지원사령부   | 현역 | 켄터키주 포트 녹스            | 제18(XVIII)공수군단      |          |
|     | 제4원정지원사령부   | 예비 | 텍사스주 샌안토니오           | 제79유지지원사령부       |          |
|     | 제13원정지원사령부  | 현역 | 텍사스주 포트 카바조스        | 제3(III)군단             |          |
|     | 제19원정지원사령부  | 현역 | 대한민국 대구광역시 캠프 헨리 | 제8군                    |          |
|     | 제103원정지원사령부 | 예비 | 아이오와주 디모인             | 제377전구지원사령부      |          |
|     | 제135원정지원사령부 | 방위 | 앨라배마주 버밍햄             | 앨라바마 육군 국가방위대 | [ 13 ]   |
|     | 제143원정지원사령부 | 예비 | 플로리다주 올랜도             | 제377전구지원사령부      | [ 14 ]   |
|     | 제184원정지원사령부 | 방위 | 미시시피주 로럴               | 미시시피 육군 국가방위대 |          |
|     | 제310원정지원사령부 | 예비 | 인디아나주 인디애나폴리스     | 제377전구지원사령부      |          |
|     | 제311원정지원사령부 | 예비 | 캘리포니아주 로스앤젤레스     | 제79유지지원사령부       |          |
|     | 제316원정지원사령부 | 예비 | 펜실베니아주 코라도폴리스     | 제377전구지원사령부      | [ 15 ]   |
|     | 제364원정지원사령부 | 예비 | 워싱턴주 메어리스빌           | 제79유지지원사령부       | [ 16 ]   |
|     | 제451원정지원사령부 | 예비 | 캔자스주 위치타               | 제79유지지원사령부       |          |
|     | 제593원정지원사령부 | 현역 | 워싱턴주 포트 루이스          | 제1군단                  | [ fn 1 ] |

### 전구지원사령부
| SSI | 이름                | Duty | 본부 위치               | 담당                     | Ref    |
| --- | ------------------- | ---- | ----------------------- | ------------------------ | ------ |
|     | 제1전구지원사령부   | 현역 | 포트 리버티             | 중동 전구                | [ 17 ] |
|     | 제8전구지원사령부   | 현역 | 포트 샤프터             | 인도-태평양              |        |
|     | 제21전구지원사령부  | 현역 | 독일 카이저슬라우테른   | 유럽 전구, 아프리카 전구 |        |
|     | 제79전구지원사령부  | 예비 | JTB 로스알라미토스      | 미국 육군 예비군         |        |
|     | 제167전구지원사령부 | 방위 | 포트 맥클레란           | 북아메리카               | [ 18 ] |
|     | 제377전구지원사령부 | 예비 | 루이지애나주 벨레체이스 | 중앙, 남아메리카         | [ 19 ] |

## 같이 보기
| - 미국 육군 - 야전군 - 군단 - 여단 - 연대 | - 사단 목록 - 육군 - 공군 - 해병대 |

## 참고

### 인용
1. ↑  J. Parker Roberts (2015년 4월 23일). “'Durable' Soldiers join division Soldiers in wearing 'Big Red One' patch” (영어). 2017년 1월 23일에 확인함.
2. ↑  “15th Sustainment Brigade”. Center of Military History. 2007년 8월 3일. 2020년 10월 21일에 확인함.
3. ↑  “15th Sustainment Brigade”. 《Center of Military History》. Center of Military History. 2011년 3월 18일. 2020년 10월 21일에 확인함.
4. ↑  Drew Brooks (2015년 5월 18일). “82nd Airborne's division run at Fort Bragg kicks off All American Week” (영어). Fayettevill, North Caronlina: fayobserver. 2017년 1월 23일에 확인함.
5. ↑  “Headquarters and Headquarters Company, 113th Sustainment Command”. 《Center of Military History》. Center of Military History. 2017년 3월 3일. 2020년 10월 21일에 확인함.
6. ↑  “Headquarters and Headquarters Company, 369th Sustainment Brigade”. 《Center of Military History》. Center of Military History. 2014년 6월 2일. 2020년 10월 21일에 확인함.
7. ↑  “Headquarters and Headquarters Company, 371st Sustainment Brigade”. 《Center of Military History》. Center of Military History. 2017년 4월 27일. 2020년 10월 21일에 확인함.
8. ↑  “The Champions Brigade Holds Historic Ceremony”. 《2ID Sustainment Brigade facebook》. 2015년 7월 10일. 2016년 12월 7일에 확인함.
9. ↑  “16th Sustainment Brigade”. 《Center of Military History》. Center of Military History. 2008년 5월 21일. 2020년 10월 21일에 확인함.
10. ↑  “Headquarters and Special Troops Battalion, 77th Sustainment Brigade (Statue of Liberty)”. 《Center of Military History》. Center of Military History. 2014년 9월 14일. 2020년 10월 21일에 확인함.
11. ↑  “287th Sustainment Brigade will conduct inactivation ceremony May 1” (영어). Public Affairs Office, Kansas Adjutant General's Department. 2016년 4월 28일. 16-028A. 2020년 10월 27일에 원본 문서에서 보존된 문서. 2020년 10월 21일에 확인함.
12. ↑  “Headquarters and Headquarters Company, 528th Sustainment Brigade”. 《Center of Military History》 (영어). Center of Military History. 2009년 11월 13일. 2020년 10월 21일에 확인함.
13. ↑  “Headquarters and Special Troops Battalion, 135th Sustainment Command”. 《Center of Military History》 (영어). Center of Military History. 2017년 5월 19일. 2020년 10월 21일에 확인함.
14. ↑  “Headquarters and Headquarters Company, 143d Sustainment Command”. 《Center of Military History》 (영어). Center of Military History. 2013년 10월 23일. 2020년 10월 21일에 확인함.
15. ↑  “Headquarters and Headquarters Company, 316th Sustainment Command”. 《Center of Military History》 (영어). Center of Military History. 2017년 3월 3일. 2020년 10월 21일에 확인함.
16. ↑  “Headquarters and Headquarters Company, 364th Sustainment Command”. 《Center of Military History》 (영어). Center of Military History. 2017년 3월 3일. 2020년 10월 21일에 확인함.
17. ↑  “Headquarters and Special Troops Battalion 1st Sustainment Command”. 《Center of Military History》 (영어). Center of Military History. 2008년 11월 20일. 2020년 10월 21일에 확인함.
18. ↑  “Headquarters and Special Troops Battalion, 167th Sustainment Command”. 《Center of Military History》 (영어). Center of Military History. 2017년 10월 31일. 2020년 10월 21일에 확인함.
19. ↑  “Headquarters and Special Troops Battalion, 377th Sustainment Command”. 《Center of Military History》 (영어). Center of Military History. 2016년 3월 10일. 2020년 10월 21일에 확인함.

### 자료
- 미국 육군부 (2013년 8월). 《ATP 4-93 Sustainment Brigade》 (PDF) (영어). 워싱턴 D.C.: 미국 정보 인쇄국. 2017년 1월 26일에 원본 문서 (PDF)에서 보존된 문서. 2017년 2월 1일에 확인함.
- 미국 육군부 (2009년 2월). 《FMI 4-93.2 The Sustainment Brigade》 (PDF) (영어). 워싱턴 D.C.: 미국 정보 인쇄국. 2017년 1월 26일에 원본 문서 (PDF)에서 보존된 문서. 2017년 2월 1일에 확인함.